# 托莱多总主教宫

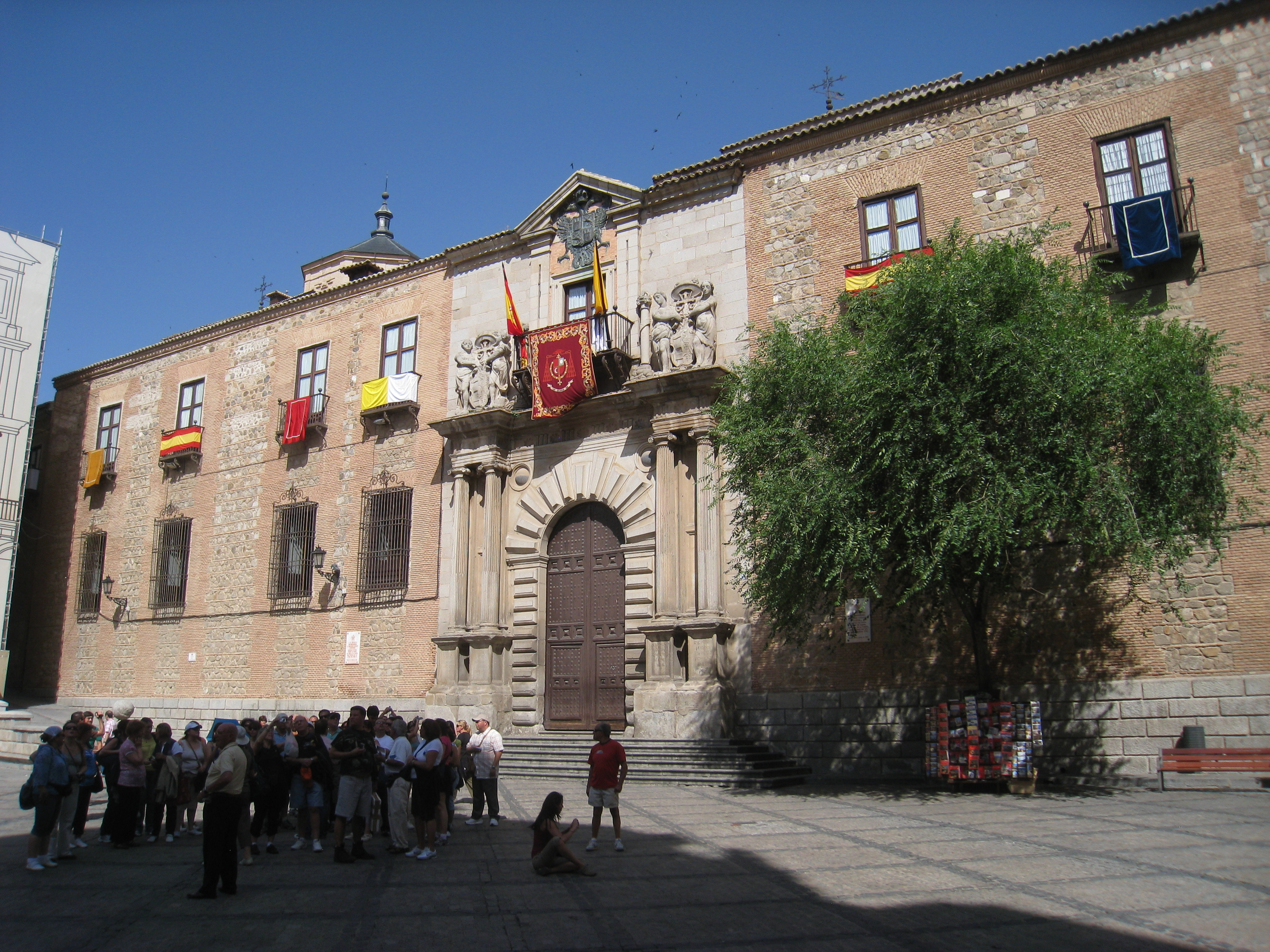
托莱多总主教宫

托莱多总主教宫（Palacio Arzobispal）位于西班牙托莱多中心的市政厅广场，托莱多主教座堂与托莱多市政厅之间。它叠加了不同的艺术风格。
13世纪，阿方索八世将主教座堂对面的一些房屋送给总主教。这个成功的教区逐步分阶段地兴建宫殿。15世纪下半叶，门多萨枢机将其与主教座堂连接。